# شوگرلوف (کالیفرنیا)
شوگرلوف (به انگلیسی: Sugarloaf) یک منطقهٔ مسکونی در ایالات متحده آمریکا است که در شهرستان سن برناردینو، کالیفرنیا واقع شده‌است. شوگرلوف ۱٬۸۱۶ نفر جمعیت دارد و ۲٬۱۶۲٫۸۹ متر بالاتر از سطح دریا قرار دارد.